# Старые Радуляны
Старые Радуляны (также Рэдулений Векь; рум. Rădulenii Vechi) — село в Флорештском районе Республики Молдова. Относится к сёлам, не образующим коммуну.

## География
Село расположено на высоте 218 метров над уровнем моря.

## Население
По данным переписи населения 2004 года, в селе Рэдулений Векь проживает 1575 человек (742 мужчины, 833 женщины).
Этнический состав села:
| Национальность | Число жителей | Процентный состав |
| -------------- | ------------- | ----------------- |
| молдаване      | 1556          | 98,79             |
| украинцы       | 8             | 0,51              |
| русские        | 3             | 0,19              |
| прочие         | 8             | 0,51              |
| Всего          | 1575          | 100 %             |

## Известные уроженцы
- Лучинский, Пётр Кириллович (род. 1940) — второй президент Республики Молдова (1996—2001).